# Pfarrgrabenbach
Der Pfarrgrabenbach, über den gesamten Lauf auch Altbach oder Alterbach genannt, ist ein Bach in den Gemeindegebieten von Obertrum am See und Seeham, im nördlichen Flachgau. Er zählt zu den größeren Zuflüssen des Obertrumer Sees.

## Geographie

### Verlauf
Der Pfarrgrabenbach hat seine Quelle östlich von Absmann und südlich von Ammeroid (Gemeinde Obertrum). Anfangs fließt er in südöstliche Richtung, bis er westlich der Ortschaft Schupfen (Gemeinde Seeham) von rechts einen etwa gleichgroßen Nebengraben aufnimmt, der ebenfalls nahe Absmann entspringt. Der Bach nimmt dabei dessen Fließrichtung an und tritt hierbei bereits in das Gemeindegebiet von Seeham ein. Der Pfarrgrabenbach fließt anschließend durch den kleinen Ort Halt (Gemeinde Seeham) und macht dabei einen Bogen nach Nordosten. Nachdem der Bach die Ortschaft Ansfelden (Gemeinde Seeham) passiert hat, ändert er seine Fließrichtung nach Osten und schürft sich dabei in den namensgebenden Pfarrgraben ein. Dort nimmt der Pfarrgrabenbach von rechts einen etwa gleichgroßen, jedoch namenlosen, Bach auf, der zwischen Tur und Schupfen (Gemeinde Seeham) entspringt. Hierbei kreuzt er einen Wanderweg, der für kurze Zeit am Bach entlangführt. Bevor er den Pfarrgraben verlässt, nimmt er von links noch zwei kurze Hangbäche auf, die bei Ed und Dürnberg (Gemeinde Seeham) entspringen. Nun fließt der Bach zwischen Dürnberg und Wiesenberg (Gemeinde Seeham) hindurch und nimmt dabei noch einen kleinen Zufluss auf, der in Wiesenberg entspringt. Im Gemeindezentrum von Seeham macht der Pfarrgrabenbach einen Bogen nach Südosten und mündet schließlich südlich des Dorfzentrums in den Obertrumer See. Bei seiner Mündung bildet er einen kleinen Schwemmkegel.

### Zuflüsse
- Graben von Absmann (rechts), westlich von Schupfen (Gemeinde Seeham)
- Graben von Tur (rechts), im oberen Pfarrgraben
- Graben von Ed (links), im unteren Pfarrgraben
- Graben von Dürnberg (links), im unteren Pfarrgraben
- Graben von Wiesenberg (rechts), südwestlich des Gemeindezentrums von Seeham

### Einzugsgebiet
Nördlich der Quelle des Pfarrgrabenbachs entspringen der Reiter Bach und der Egger Bach, die beide zur Mattig entwässern. Nördlich entspringt der Teufelsgrabenbach und dessen Nebenfluss der Maiergrabenbach, welcher anschließend ebenfalls in den Obertrumer See mündet.

## Name
Den Namen erhält der Pfarrgrabenbach vom Pfarrgraben, den er durchfließt. Vor allem im Unterlauf wird er jedoch oft auch als Altbach oder Alterbach bezeichnet.